# Kapitalverbrechen
Das Kapitalverbrechen – auch Kapitaldelikt und Schwerverbrechen genannt – ist ein historischer Begriff für ein besonders schweres Verbrechen, das mit dem Tode zu bestrafen war. Heute wird er (im deutschen Sprachraum) nur noch umgangssprachlich verwendet.
Die erstgenannten Bezeichnungen leiten sich aus dem lateinischen capitalis – übersetzt: „das Haupt, den Kopf (caput) betreffend“ – ab. Ein Kapitalverbrechen ist also in der ursprünglichen Bedeutung ein Haupt- oder Kopfverbrechen – eben eines, das den Kopf kosten kann und zur Dekapitation (Enthauptung) bzw. Todesstrafe führt(e). Eine andere Bezeichnung war „Malefizhändel“ für Taten zum Schaden einer Person.
Mit Kapital im Sinne von Geld hat der Begriff hingegen nichts zu tun, er wird also nicht für Wirtschaftskriminalität verwendet. Da der Begriff in der heutigen Kriminalistik und Rechtswissenschaft nicht mehr verwendet wird, existiert keine klare Abgrenzung. Der Duden beschreibt ein Kapitalverbrechen als „schwere Straftat wie Mord, schwerer Raub o. Ä.“